# ندبة (طب)
الندبة (بالإنجليزية: Scar)‏ هي منطقة من الأنسجة الليفية تحل محل الجلد الطبيعي بعد إصابة. وتنتج الندبة من عملية بيولوجية لإصلاح جروح في الجلد وأنسجة أخرى من الجسد. وهكذا، يعتبر التندب عملية طبيعية من عملية الالتئام. وينتج من كل جرح (مثال بعد حادث، أو مرض، أو عملية) نوع من أنواع الندوب مع استثناء الإصابات الصغيرة جدا. ولا يحدث ذلك مع الحيوانات، حيث تتجدد الأنسجة بالكامل دون ندوب.
يتكوّن الندب من نفس البروتين (الكولاجين) الموجود بالأنسجة القديمة التي حل محلها مع اختلاف تكوين ألياف هذا البروتين؛ فبدلا من تشكيل شبكة نسج عشوائية من ألياف الكولاجين الموجودة في الأنسجة الطبيعية، تتقاطع الروابط الكولاجينية وتشكل محاذاة واضحة في اتجاه واحد. وتكون الكفاءة الوظيفية لذلك الكولاجين الموجود في الندبة عادة أدنى من الكولاجين المرتب عشوائيا الطبيعي. على سبيل المثال، الندوب في الجلد هي أقل مقاومة للأشعة فوق البنفسجية، ولا تنمو الغدد العرقية وبصيلات الشعر مرة أخرى داخل أنسجة الندبة.
ويسبب احتشاء عضلة القلب، والمعروف باسم نوبة قلبية، تشكيل ندبة في عضلة القلب، مما يؤدي إلى فقدان القوة العضلية وربما فشل القلب. ورغم ذلك هناك بعض الأنسجة (مثل العظام) التي يمكن أن تلتئم دون أي تدهور هيكلي أو وظيفي.

## الأنواع

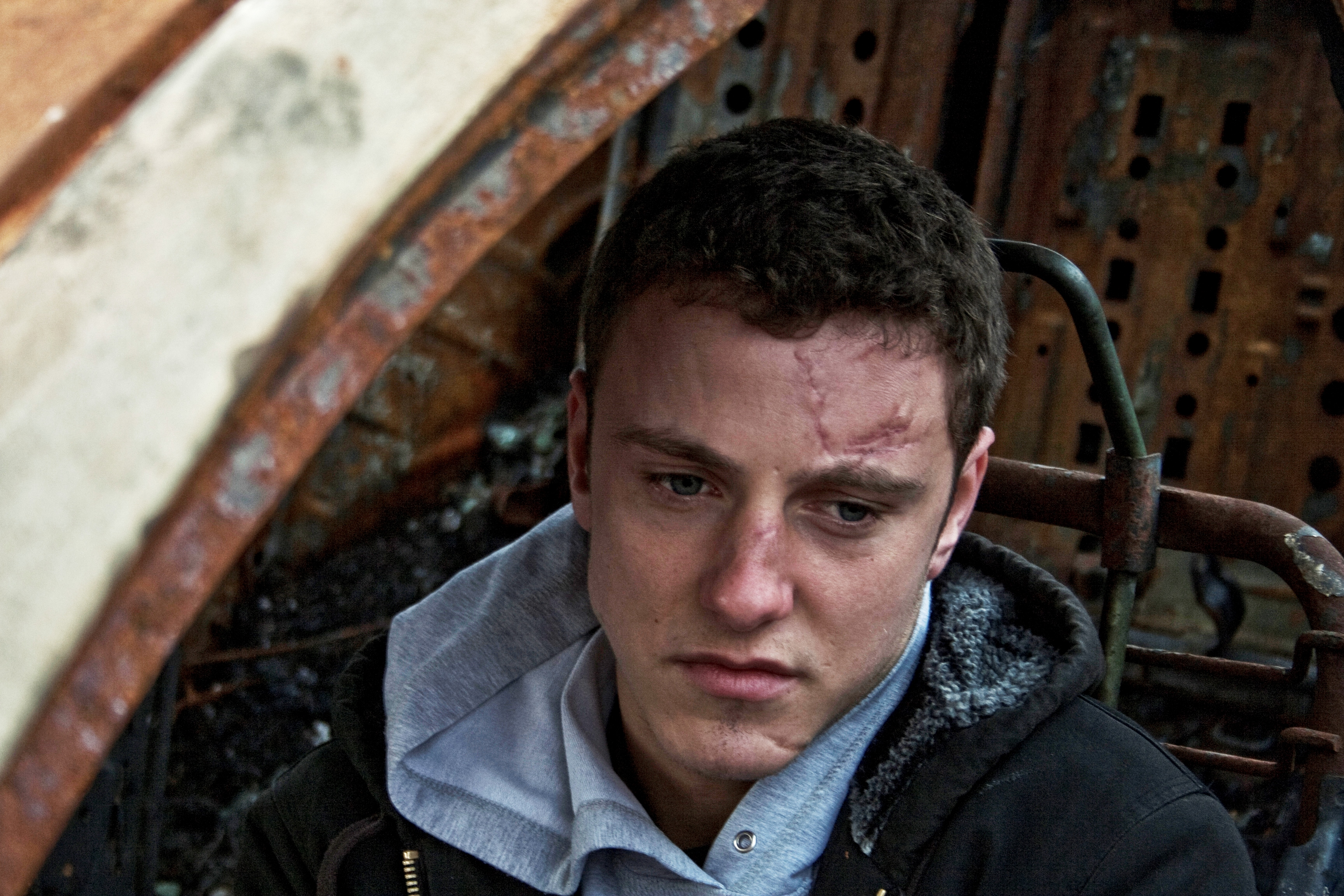
رجل على وجهه ندوب مرئية بعد حادث سيارة.

يتكون كل تندب من نفس الكولاجين كتلك الأنسجة التي حل محلها، ولكنه يختلف كتكوين نسيج ندبي مقارنة مع الأنسجة الطبيعية. ويفتقر النسيج الندبي أيضًا إلى المرونة على عكس الأنسجة الطبيعية التي تتضمن مرونة بالألياف، وتختلف الندوب في كميات الكولاجين المفترضة، وتم تطبيق التصنيفات على الاختلافات في الإفراط في نسيج الندوب، واثنان من الأنواع الأكثر شيوعًا هما الندبة الضخامية وندب الجدرة، وكلاهما يحوي الكولاجين الصلب المفرط الذي ينمو نموًا مفرطًا، مما يحد من تجدد الأنسجة. وهناك شكل آخر وهو التندب الضامر (ندبات غائرة)، والتي لديها أيضا فرط في حصر تجديد الكولاجين. كما تعتبر علامات التمدد بمثابة ندوب من قِبَل البعض.
إن مستويات الميلانين العالية وإن كان أصل الإنسان أفريقي أو آسيوي قد يجعل التندب أكثر وضوحا.

### الندبة الضخامية
تحدث الندبات الضخامية عندما يولد الجسم الكولاجين بإفراط، مما يسبب ندبة مرتفعة فوق الجلد المحيطة بها. وتأخذ الندوب الضخامية شكل كتل حمراء مرتفعة على الجلد. وعادة ما تحدث في غضون 4-8 أسابيع بعد عدوى الجرح أو إغلاق الجرح بتوتر زائد و/أو غيرها من إصابات الجلد المؤلمة.

### الجدرة

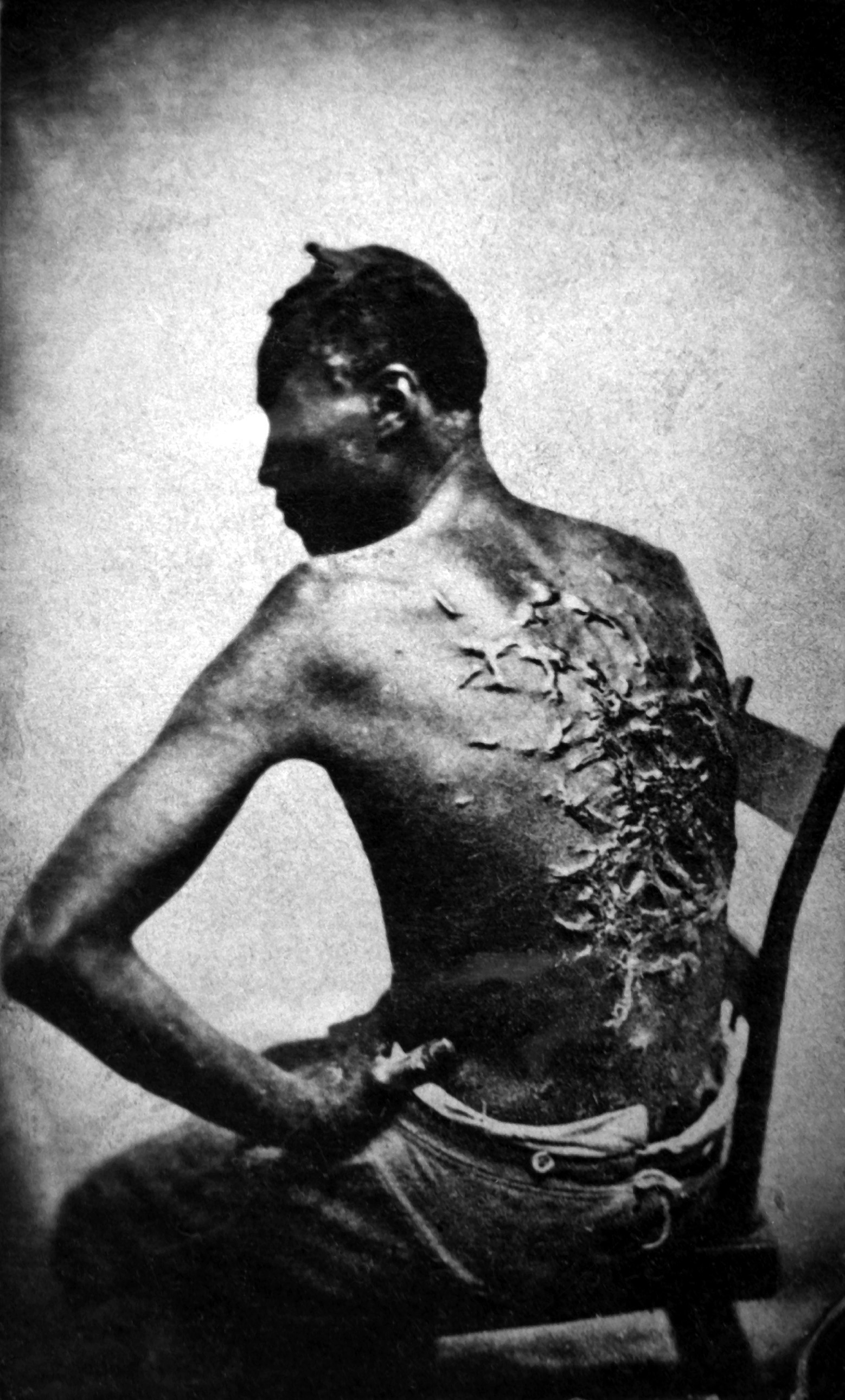
ندبات جدرة. الأشخاص ذوي لون الجلد الداكن أكثر عرضة لتطوير ندبات الجدرة.

ندبات الجدرة هي الشكل الأكثر خطورة من التندب المفرط؛ لأنها يمكن أن تنمو إلى أجل غير مسمى إلى أورام كبيرة (حميدة).
وغالبا ما تتميز الندوب الضخامية عن ندبات الجدرة بسبب عدم نموها خارج منطقة الجرح الأصلي، ولكن عادة ما يؤدي هذا التمييز عند الدراسة إلى الارتباك.
يمكن أن تحدث ندبات الجدرة على أي شخص، لكنها الأكثر شيوعا في الأشخاص ذوي البشرة الداكنة. ويمكن أن تسببها الجراحة والحوادث، أو حب الشباب، أو أحيانا ثقب الجسد، وفي بعض الناس، تتشكل ندوب الجدرة بشكل عفوي. وعلى الرغم من أنها يمكن أن تكون مشكلة تجميلية، فالجدرة هي فقط كتل خاملة من الكولاجين، وبالتالي فهي غير مؤذية تماما وغير سرطانية. ومع ذلك، فإنها يمكن أن تؤدي إلى حكة أو تكون مؤلمة لبعض الأفراد، وتميل إلى أن تكون أكثر شيوعا على الكتفين والصدر. وتميل الجدرة والندبات الضخامية إلى أن تكون أكثر شيوعا في الجروح التي أُغلِقت بنية الثانوية. الاستئصال الجراحي للجدرة محفوف بالمخاطر، وقد يؤدي إلى تفاقم الحالة.

### الندبة الضامرة
تأخذ الندبة الضامرة شكل تجويف غارق في الجلد، وسببها فقدان الهياكل الاساسية الداعمة للجلد، مثل الدهون أو العضلات. وكثيرا ما يرتبط هذا النوع من الندب مع حب الشباب،  وجدري الماء، وأمراض أخرى (ولا سيما عدوى المكورات العنقودية)، والجراحة، وعضات بعض الحشرات والعناكب، والحوادث. كما يمكن أن تحدث بسبب اضطراب النسيج الضام الوراثي، مثل متلازمة إهلرز - دانلوس.

### علامات التمدد
علامات تمدد الجلد (أو سترايا) هي أيضا شكل من أشكال التندب سببه تمدد الجلد بسرعة (على سبيل المثال أثناء الحمل، وزيادة الوزن بشكل ملحوظ، وطفرات نمو المراهقين)، أو عندما يتم وضع الجلد تحت التوتر أثناء عملية الالتئام، (عادة بالقرب من المفاصل). وعادة ما يتحسن مظهر هذا النوع من الندوب بعد بضع سنوات.
ويتورط ارتفاع مستويات الكورتيكوستيرويدات في تطور السترايا.

### ندبة السرة
لدى البشر وغيرهم من الثدييات المشيمية ندبة السُرة (يشار إليها عادة باسم السرة) والتي تبدأ بالالتئام عند قطع الحبل السري بعد الولادة، وبالإضافة إلى الثدييات المشيمية، تحتوي الحيوانات الواضعة للبيض على ندبة سُرية تختفي عادة خلال بضعة أيام بعد الولادة أو تظل مرئية مدى الحياة تبعا للأنواع.

## الفيزيولوجيا المرضيّة

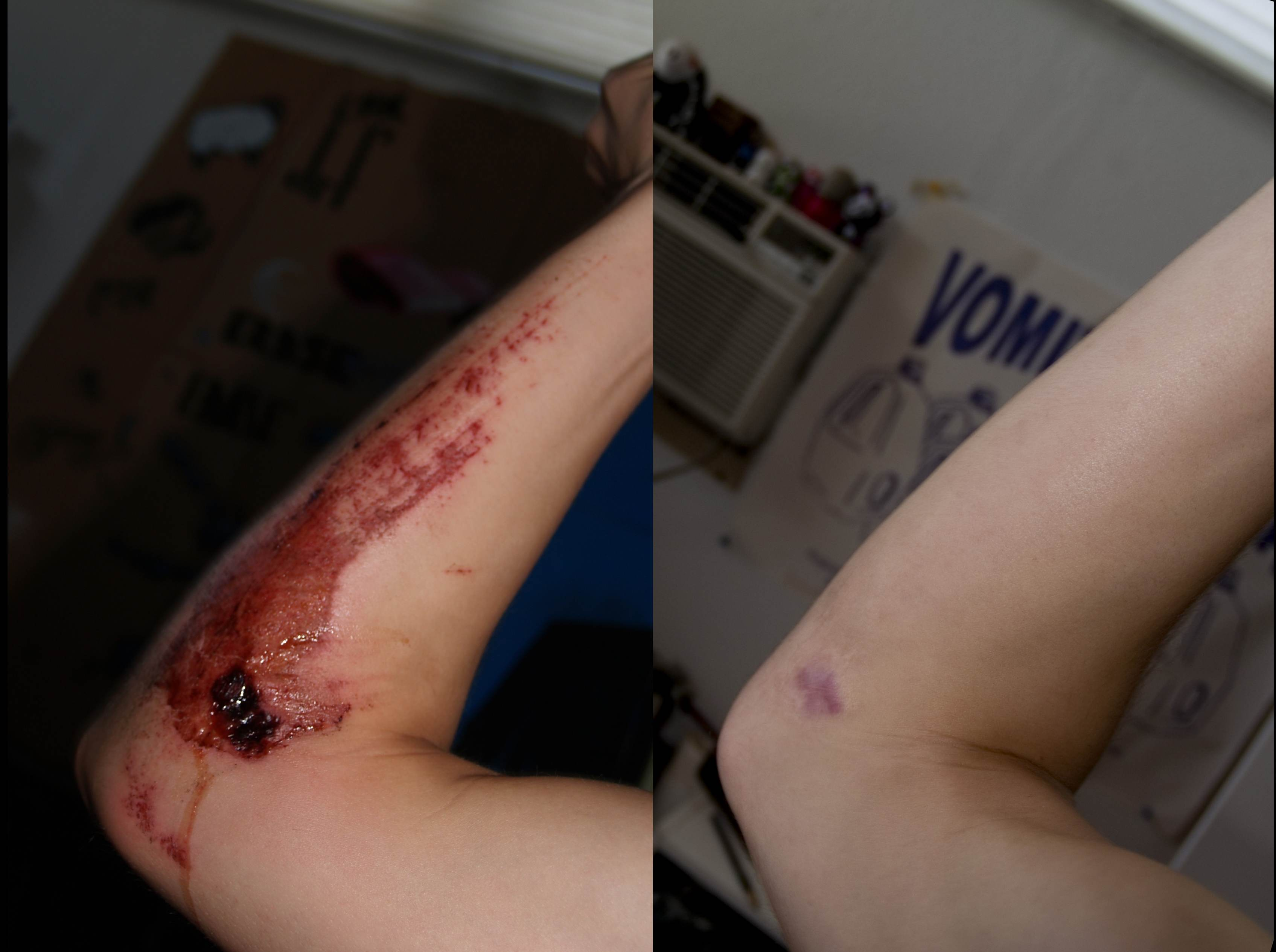
تندب الضخامي بعد سنة واحدة من خدش من الاحتكاك بالطريق على اليمين، والجرح الأصلي على اليسار.

إذا أصبح الجرح مغطا بالأنسجة الطلائية في غضون أسبوعين، سيتم إيداع الحد الأدنى من الكولاجين ولن يتشكل أي ندبة. وعموما، إذا استغرق الجرح وقتا أطول من 3-4 أسابيع ليلتئم، ستتشكل ندبة، كما أن الحروق العميقة من الدرجة الثانية تشفى مع تندب وفقدان للشعر. ولا تتشكل الندوب عند الغدد العرقية، لأنها قد تعوق تنظيم درجة حرارة الجسم. ولا يتم الكشف عن الألياف المرنة بشكل عام في الأنسجة الندبية الأقل من 3 أشهر في العمر. وفي الندوب تُفقد الأوتاد الشبكية، ومن خلال عدم وجود تلك الأوتاد تميل الندبات إلى الانفصال أسهل من الأنسجة الطبيعية.
بطانة الرحم هو النسيج البالغ الوحيد الذي يخضع للسقوط الدوري السريع والتجدد بدون تندب، فيُذرَف ويُستعاد لمدة ما يقارب 7 أيام شهريا. بينما تتندب جميع الأنسجة البالغة.
يمكن أن يحدث التهاب مطول مع تكاثر الخلايا الليفية، ولا يعتبر الاحمرار الذي يتبع إصابة الجلد ندبة، وهو غير دائم بشكل عام (انظر التئام الجروح). ومع ذلك، فإن الوقت الذي يستغرقه هذا الاحمرار لليختفي قد يتراوح بين بضعة أيام إلى بضع سنوات في بعض الحالات الخطيرة والنادرة.
تتشكل الندوب بشكل مختلف بناءً على موقع الإصابة على الجسم وعمر الشخص الذي أصيب. وكلما كان الضرر الأولي أسوأ، كلما كانت الندبة أكثر سوءًا، وتحدث ندبات الجلد عند تلف الأدمة (الطبقة العميقة السميكة من الجلد)، ومعظم الندوب الجلدية مسطحة، وتترك أثرًا للإصابة الأصلية التي تسببت بها. وتميل الجروح الالتي تلتئم بإنغلاق ثانوي إلى التندب بشكل أسوأ من الجروح الناجمة عن الإغلاق الأولي.

### تصنيع الكولاجين
لا تصبح أي إصابة ندبة حتى يلتئم الجرح تماما، وقد يستغرق ذلك عدة أشهر أو سنوات في أسوأ الحالات المرضية، مثل الجدرة. وللبدء في تصحيح الضرر، يتم إنشاء جلطة. التي تكون بداية إنتاج مصفوفة مؤقتة. وفي هذه العملية، الطبقة الأولى هي مصفوفة مؤقتة وليست ندبة. ومع مرور الوقت، يعبر الكولاجين داخل المصفوفة المؤقتة لإنشاء مصفوفة الكولاجين، ويستمر الكولاجين في النمو والارتباط، مما يجعل الكولاجين كثيف. هذا يجعله مكتظ، ويتحول إلى اللون الأبيض. ليحدد جدار الندبة، ويحد من تواصل الخلايا وتجديدها. ونتيجة لذلك، فإن الأنسجة الجديدة يكون لديها نسج مختلف عن الأنسجة المحيطة المعافة.

### الخلايا الليفية
يتم إنشاء التندب بواسطة انتشار الخلايا الليفية،  وهي عملية تبدأ مع رد فعل على التجلط.
ولإصلاح الضرر، تشكل الخلايا الليفية ندبة الكولاجين ببطء، ويكون انتشار الخلايا الليفية بشكل دائري ودوريا، ويضع انتشار الخلايا الليفية الكولاجين الأبيض الخامل داخل المصفوفة المؤقتة للكولاجين، مما يؤدى إلى الإنتاج الوفير للكولاجين على الألياف لإعطاء الندوب نسيجها المتفاوت. ومع مرور الوقت، تستمر الخلايا الليفية بالزحف نحو المصفوفة، وضبط المزيد من الألياف، وفي هذه العملية يستقر التندب ويصبح قاسيا. وفي الأنسجة المعافة، لا يتم التعبير عن هذه الألياف بالكولاجين السميك، كما أنها لا تنكمش.

### الخلايا الليفية العضلية اليافعة
تسمى الخلايا الليفية التي تشارك في التندب والانكماش بالأرومة الليفية العضلية، وهي خلايا ليفية يافعة متخصصة. وتُظهِر هذه الخلايا أكتين العضلات الملساء.
وتكون الخلايا الليفية اليافعة العضلية غائبة في الأشهر الثلاثة الأولى في المرحلة الجنينية، ثم يشفى الضرر من دون ندبة، وتُشفى الجروح الصغيرة الأقل من 2 ملم أيضا بدون تندب.
وتشكل تلك الخلايا نسبة عالية من الخلايا الليفية المنتشرة في الجرح في المرحلة الجنينية في بداية الالتئام. وفي نموذج الفئران، يمكن أن تشكل ما يصل إلى 70٪ من الخلايا الليفية، وأن تكون مسؤولة عن تليف الأنسجة. وبشكل عام، فإنها تختفي من الجرح في غضون 30 يوما، ولكن يمكنها البقاء حوله في الحالات المرضية المتضخمة، مثل الجدرة.

## العلاجات
يمكن أن يمنع العلاج المبكر والفعال لندبات حب الشباب حب الشباب الحاد والتندب الذي غالبا ما يليه. وحتى 2014 لم تكن هناك عقاقير طبية متاحة لعلاج أو الوقاية من الندبات.

### التقشير الكيميائي
التقشير الكيميائي هي مواد كيميائية تدمر البشرة بطريقة يمكن التحكم بها، مما يؤدي إلى التقشير والتخفيف من حدة أمراض جلدية معينة، بما في ذلك ندبات حب الشباب السطحية. ويمكن استخدام مواد كيميائية مختلفة، حيث يتوقف ذلك على عمق التقشير، وينبغي توخي الحذر وخاصة بالنسبة للأفراد ذوي البشرة الداكنة وأولئك الذين يكونون عرضة لتشكيل الجدرة أو الالتهابات النشطة.

### حقن الحشو
يمكن استخدام حقن حشو الكولاجين لرفع الندبات الضامرة إلى مستوى الجلد المحيط. وتختلف المخاطر استنادا إلى الحشو المستخدم، ويمكن أن يشمل مزيدا من التشويه والحساسية.

### العلاج بالليزر
تستخدم أنواع من الليزر الغير استئصالي، مثل ليزر الصبغة النبضي 585 نانومتر، و1064 نانومتر، و1320 نانومتر Nd: YAG كعلاج للندوب الضخامية والجدرة، كما أنها تحسن من مظهر ندوب الحروق.
بينما يقدم الليزر الاستئصالي، مثل ليزر ثاني أكسيد الكربون أو Er:YAG أفضل النتائج للندوب الضامرة وحب الشباب. ويعمل الليزر على تدمير البشرة إلى عمق معين، وتكون أوقات الالتئام للعلاج بالليزر الاستئصالي أطول بكثير وخصائص المخاطر أكبر مقارنة بالعلاج غير الاستئصالي، إلا أن العلاج غير الاستئصالي يقدم تحسينات طفيفة في المظهر الجمالي لندوب حب الشباب والندوب الضامرة.

### العلاج الإشعاعي
في بعض الأحيان، يتم استخدام جرعة صغيرة من العلاج الإشعاعي السطحي للوقاية من تكرار الندبات الشديدة والندوب الضخامية. ويُعتقد أنه فعال على الرغم من نقص التجارب السريرية، ولكنه يستخدم فقط في الحالات القصوى بسبب الخطر المتصور من الآثار الجانبية طويلة الأمد.

### الضماد
عادة ما تستخدم علاجات السيليكون في منع تشكل الندبة وتحسين مظهر الندبة الموجودة. ووجدت دراسة من قِبَل مؤسسة كوكرين أدلة ضعيفة على أن صفائح هلام السيليكون تساعد على منع التندب. ولكن الدراسات التي اختبرتها ذات نوعية رديئة وقابلة للتحيز.
وتُستخدم ضمادات الضغط بشكل شائع في إدارة الندوب الناتجة عن الحروق والندوب الضخامية، على الرغم من عدم وجود أدلة داعمة. ويشير مقدمو الرعاية بشكل عام إلى وجود تحسنات، كما أن العلاج بالضغط فعال في علاج جدرة الأذن.

### الستيرويدات
قد تساعد الدورة الطويلة الأمد لحقن الكورتيكوستيرويد في الندبة على تسطيح وتخفيف مظهر الجدرة أو الندوب الضخامية.
بينما الستيرويدات الموضعية غير فعالة.

### الجراحة

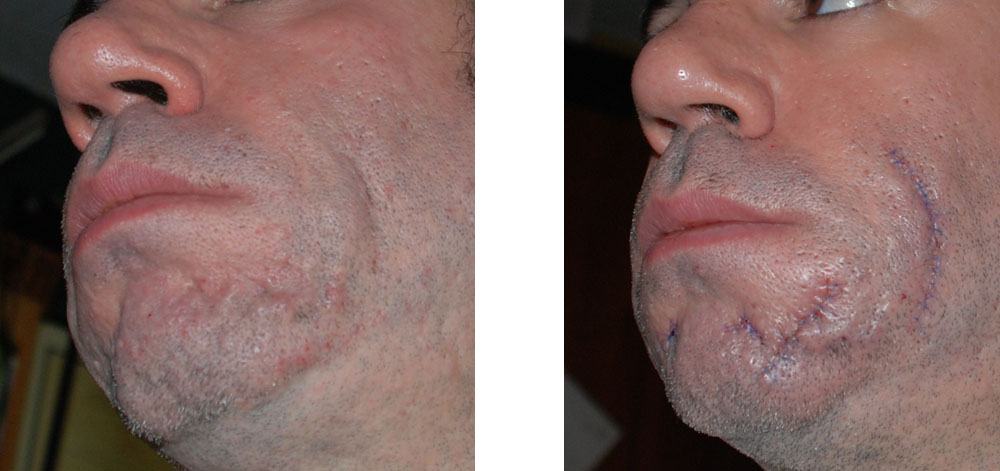
التندب الناجم عن حب الشباب (يسارا)، والصورة بعد يوم واحد من الجراحة، والمنطقة حول الخيوط الجراحية لا تزال متورمة من الجراحة.

مراجعة الندبة هي عملية قطع نسيج الندبة. وعادة ما يتم غلق الجرح الجديد بعد الاستئصال للسماح بالالتئام عن طريق الالتئام الأولي، بدلا من الالتئام الثانوي. وتحتاج الجروح العميقة إلى إغلاق متعدد الطبقات للشفاء على النحو الأمثل، وإلا يمكن أن تتسبب الندوب المنخفضة.

### الفيتامينات
تظهر الأبحاث أن استخدام فيتامين E ومستخلص البصل لعلاج للندوب غير فعال، حيث يتسبب فيتامين E في حدوث التهاب في الجلد في ما يصل إلى 33٪ من المستخدمين، وفي بعض الحالات قد يؤدي إلى تفاقم ظهور الندبة، وقد يسبب تهيجًا طفيفًا في الجلد، ولكن فيتامين سي وبعض من إستراته يلاشي الصبغة الداكنة المرتبطة ببعض الندوب.

### أخرى
- مستحضرات التجميل، حيث يمكن لمستحضرات التجميل الطبية إخفاء الندبات مؤقتًا،[52] وهو الأكثر شيوعا لندبات الوجه.
- إزالة سطح الجلد بمعدات خاصة، وعادة ما ينطوي على مخدر موضعي.
- التدليك لديه دليل ضعيف على فعاليته في علاج الندبة، ويظهر تأثيره المفيد مع الجروح الناتجة عن شق جراحي أكثر من الجروح الالناتجة عن رضة أو حرق.[53]
- الإبرة المجهرية.[54]

## الثقافة والمجتمع

### التندب المقصود
قد أدى استمرار التندب إلى استخدامه عن قصد كشكل من أشكال فن الجسد في بعض الثقافات والثقافات الفرعية. ويمكن العثور على هذه الأشكال من ممارسات الندب الطقسي وغير الطقسي في العديد من المجموعات والثقافات حول العالم.

### أصل الكلمة
تم توثيقها في اللغة الإنجليزية لأول مرة في أواخر القرن الرابع عشر، وتستمد كلمة scar من كلمة eschare الفرنسية القديمة من eschara اللاتينية المتأخرة، التي تعني «الموقد»، ولكن في الطب تعني «قشرة على جرح ناجم عن حرق أو غير ذلك».

## البحوث
يجري اختبار حقن عامل النمو المتحول بيتا 3 (TGFβ3) داخل الأدمة، ونشرت نتائج ثلاث تجارب تم الانتهاء منها بالفعل في مجلة لانسيت جنباً إلى جنب مع تعليق تحريري.
وأشارت إحدى الدراسات إلى وجود بروتين ريبوزومي s6 كيناز في تكوين النسيج الندبي، ووجدت أن إدخال مادة كيميائية لمواجهته يمكن أن يوقف تشكيل تليف الكبد، كما أن هذا العلاج لديه القدرة على تقليل أو حتى منع أنواع أخرى من الندبات.
كما أظهرت الأبحاث تورط الأوستيوبونتين في التندب.